# Hellerberg (Siegerland)
Der Hellerberg ist ein 366,9 m ü. NHN hoher Berg im Mittleren Hellertal. Er liegt im Süden des Siegerlands bei Neunkirchen im nordrhein-westfälischen Kreis Siegen-Wittgenstein.

## Geographie

### Lage
Der Hellerberg liegt zwischen dem Kernort der Gemeinde Neunkirchen im Norden sowie deren Ortsteilen Altenseelbach im Westen bis Süden und Zeppenfeld im Osten. Nördlich fließt die Heller vorbei, westlich der Seelbach, der nordwestlich des Berges in Neunkirchen in die Heller mündet.
Auf dem bewaldeten Hellerberg liegen Teile des Landschaftsschutzgebiets (LSG) Neunkirchen (CDDA-Nr. 390192; 2012 ausgewiesen; 28,127 km² groß).

### Naturräumliche Zuordnung

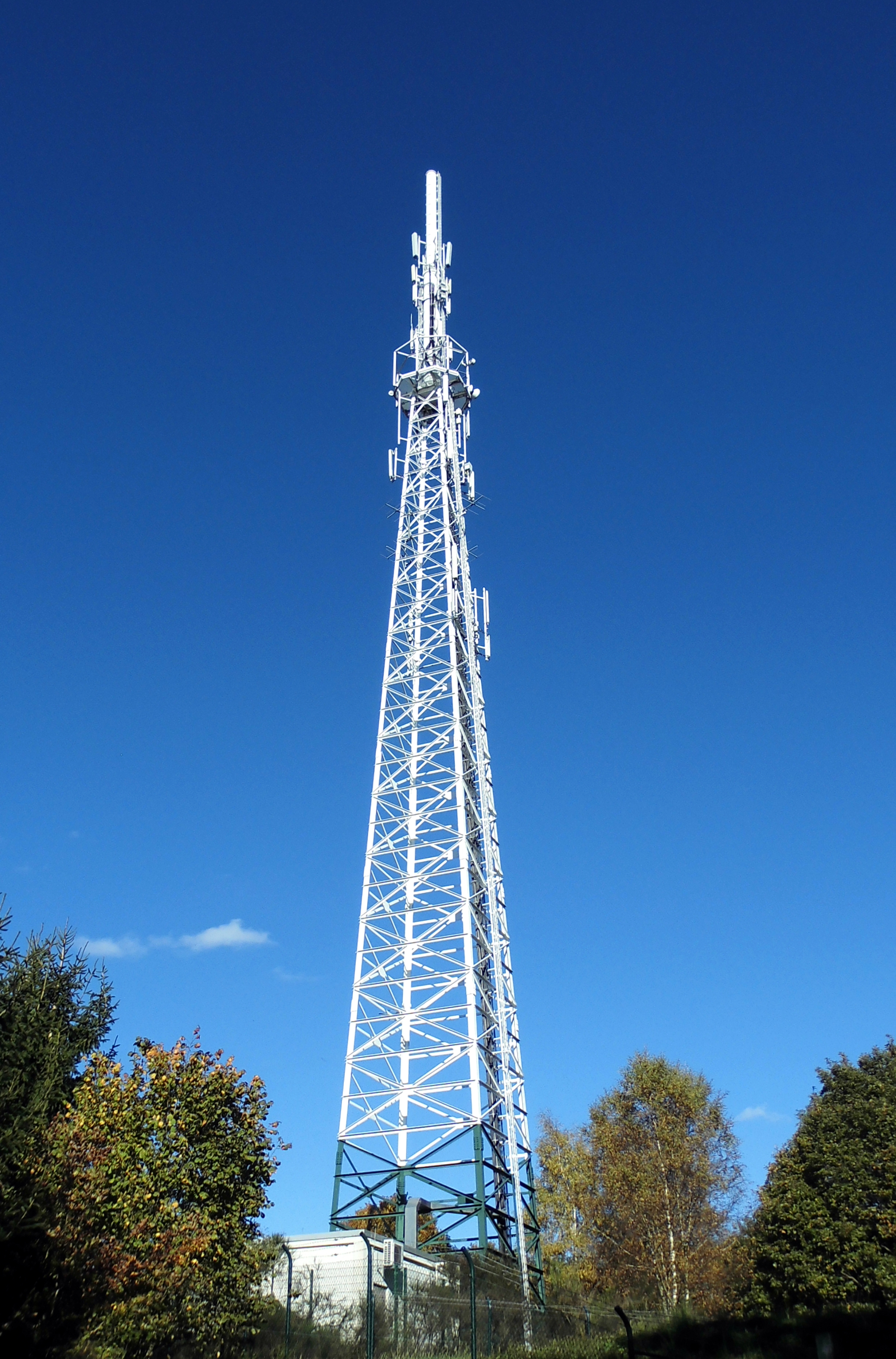
Sendemast Hellerberg

Die Hellerberg gehört in der naturräumlichen Haupteinheitengruppe Süderbergland (Bergisch-Sauerländisches Gebirge; Nr. 33), in der Haupteinheit Siegerland (331) und in der Untereinheit Hellerbergland (331.3) zum Naturraum Mittleres Hellertal (331.31). Die Landschaft leitet nach Südosten in den Naturraum Südliches Hellerbergland (331.32) über.

## Sendemast und Wasserbehälter
Auf dem Hellerberg steht ein mehr als 60 m hoher Sendemast. Er wird für Handynetze und zur Ausstrahlung von Radioprogramm (Radio Siegen) eingesetzt. Der Sender empfängt das Radio Siegen vom Sender Siegen-Giersberg; in einem Technikraum wird das Signal bearbeitet und über vier Sendeantennen auf 40 m Höhe abgestrahlt. Südlich nebenan befindet sich ein Wasserbehälter.

## Bergbau
Am Südsüdwestfuß des Hellerberges lag die Grube Lohmannsfeld, die von etwa 1700 bis 1948 in Betrieb war. 1917 wurde mit dieser und anderen Altenseelbacher Gruben die Verbundgrube Grube Große Burg gegründet.